# Suka Indah
Suka Indah is een bestuurslaag in het regentschap Serang van de provincie Banten, Indonesië. Suka Indah telt 3656 inwoners (volkstelling 2010).